# Морсхаузен
Морсхаузен (нем. Morshausen) — община в Германии, в земле Рейнланд-Пфальц. 
Входит в состав района Рейн-Хунсрюк. Подчиняется управлению Эммельсхаузен.  Население составляет 357 человек (на 31 декабря 2010 года). Занимает площадь 7,56 км².